# Verbascum prunellii
Verbascum prunellii är en flenörtsväxtart som beskrevs av V. Rodriguez Gracia och E. Valdes Bermejo. Verbascum prunellii ingår i släktet kungsljus, och familjen flenörtsväxter. Inga underarter finns listade i Catalogue of Life.